# Plavání na mistrovství světa v plaveckých sportech 2013
Závody v plavání v olympijském 50 m bazénu na mistrovství světa v plaveckých sportech za rok 2013 proběhly v Barceloně, Španělsko ve dnech 28. července až 4. srpna 2013.

## Výsledky

### Individuální disciplíny
| Muži                 | Zlato                       | Zlato    | Stříbro                                     | Stříbro  | Bronz                       | Bronz    |
| -------------------- | --------------------------- | -------- | ------------------------------------------- | -------- | --------------------------- | -------- |
| 50 m volný způsob    | César Cielo (BRA)           | 21,32    | Vladimir Morozov (RUS)                      | 21,47    | George Bovell (TTO)         | 21,57    |
| 100 m volný způsob   | James Magnussen (AUS)       | 47,71    | James Feigen (USA)                          | 47,82    | Nathan Adrian (USA)         | 47,84    |
| 200 m volný způsob   | Yannick Agnel (FRA)         | 1:44,20  | Conor Dwyer (USA)                           | 1:45,32  | Danila Izotov (RUS)         | 1:45,59  |
| 400 m volný způsob   | Sun Jang (CHN)              | 3:41,59  | Kósuke Hagino (JPN)                         | 3:44,82  | Connor Jaeger (USA)         | 3:44,85  |
| 800 m volný způsob   | Sun Jang (CHN)              | 7:41,36  | Michael McBroom (USA)                       | 7:43,60  | Ryan Cochrane (CAN)         | 7:43,70  |
| 1500 m volný způsob  | Sun Jang (CHN)              | 14:41,15 | Ryan Cochrane (CAN)                         | 14:42,48 | Gregorio Paltrinieri (ITA)  | 14:45,37 |
| 50 m znak            | Camille Lacourt (FRA)       | 24,42    | Jérémy Stravius (FRA) Matthew Grevers (USA) | 24,54    | —                           | —        |
| 100 m znak           | Matthew Grevers (USA)       | 52,93    | David Plummer (USA)                         | 53,12    | Jérémy Stravius (FRA)       | 53,21    |
| 200 m znak           | Ryan Lochte (USA)           | 1:53,79  | Radosław Kawęcki (POL)                      | 1:54,24  | Tyler Clary (USA)           | 1:54,64  |
| 50 m motýlek         | César Cielo (BRA)           | 23,01    | Eugene Godsoe (USA)                         | 23,05    | Frédérick Bousquet (FRA)    | 23,11    |
| 100 m motýlek        | Chad le Clos (RSA)          | 51,06    | László Cseh (HUN)                           | 51,45    | Konrad Czerniak (POL)       | 51,46    |
| 200 m motýlek        | Chad le Clos (RSA)          | 1:54,32  | Paweł Korzeniowski (POL)                    | 1:55,01  | Wu Pcheng (CHN)             | 1:55,09  |
| 50 m prsa            | Cameron van der Burgh (RSA) | 26,77    | Christian Sprenger (AUS)                    | 26,78    | Giulio Zorzi (RSA)          | 27,04    |
| 100 m prsa           | Christian Sprenger (AUS)    | 58,79    | Cameron van der Burgh (RSA)                 | 58,97    | Felipe Lima (BRA)           | 59,65    |
| 200 m prsa           | Dániel Gyurta (HUN)         | 2:07,23  | Marco Koch (GER)                            | 2:08,54  | Matti Mattsson (FIN)        | 2:08,95  |
| 200 m polohový závod | Ryan Lochte (USA)           | 1:54,98  | Kósuke Hagino (JPN)                         | 1:56,29  | Thiago Pereira (BRA)        | 1:56,30  |
| 400 m polohový závod | Daija Seto (JPN)            | 4:08,69  | Chase Kalisz (USA)                          | 4:09,22  | Thiago Pereira (BRA)        | 4:09,48  |
| Ženy                 | Zlato                       | Zlato    | Stříbro                                     | Stříbro  | Bronz                       | Bronz    |
| 50 m volný způsob    | Ranomi Kromowidjojová (NED) | 24,05    | Cate Campbellová (AUS)                      | 24,14    | Francesca Halsallová (GBR)  | 24,30    |
| 100 m volný způsob   | Cate Campbellová (AUS)      | 52,34    | Sarah Sjöströmová (SWE)                     | 52,89    | Ranomi Kromowidjojová (NED) | 53,42    |
| 200 m volný způsob   | Melissa Franklinová (USA)   | 1:54,81  | Federica Pellegriniová (ITA)                | 1:55,14  | Camille Muffatová (FRA)     | 1:55,72  |
| 400 m volný způsob   | Kathleen Ledecká (USA)      | 3:59,82  | Melani Costaová (ESP)                       | 4:02,47  | Lauren Boyleová (NZL)       | 4:03,89  |
| 800 m volný způsob   | Kathleen Ledecká (USA)      | 8:13,86  | Lotte Friisová (DEN)                        | 8:16,32  | Lauren Boyleová (NZL)       | 8:18,58  |
| 1500 m volný způsob  | Kathleen Ledecká (USA)      | 15:36,53 | Lotte Friisová (DEN)                        | 15:38,88 | Lauren Boyleová (NZL)       | 15:44,71 |
| 50 m znak            | Čao Ťing (CHN)              | 27,29    | Fu Jüan-chuej (CHN)                         | 27,39    | Aja Terakawaová (JPN)       | 27,53    |
| 100 m znak           | Melissa Franklinová (USA)   | 58,42    | Emily Seebohmová (AUS)                      | 59,06    | Aja Terakawaová (JPN)       | 59,23    |
| 200 m znak           | Melissa Franklinová (USA)   | 2:04,76  | Belinda Hockingová (AUS)                    | 2:06,66  | Hilary Caldwellová (CAN)    | 2:06,80  |
| 50 m motýlek         | Jeanette Ottesenová (DEN)   | 25,24    | Lu Jing (CHN)                               | 25,42    | Ranomi Kromowidjojová (NED) | 25,53    |
| 100 m motýlek        | Sarah Sjöströmová (SWE)     | 56,53    | Alicia Couttsová (AUS)                      | 56,97    | Dana Vollmerová (USA)       | 57,24    |
| 200 m motýlek        | Liou C'-ke (CHN)            | 2:04,59  | Mireia Belmonteová (ESP)                    | 2:04,78  | Katinka Hosszúová (HUN)     | 2:05,59  |
| 50 m prsa            | Julija Jefimovová (RUS)     | 29,52    | Rūta Meilutisová (LTU)                      | 29,59    | Jessica Hardyová (USA)      | 29,80    |
| 100 m prsa           | Rūta Meilutisová (LTU)      | 1:04,42  | Julija Jefimovová (RUS)                     | 1:05,02  | Jessica Hardyová (USA)      | 1:05,52  |
| 200 m prsa           | Julija Jefimovová (RUS)     | 2:19,41  | Rikke Møller Pedersenová (DEN)              | 2:20,08  | Micah Lawrenceová (USA)     | 2:22,37  |
| 200 m polohový závod | Katinka Hosszúová (HUN)     | 2:07,92  | Alicia Couttsová (AUS)                      | 2:09,39  | Mireia Belmonteová (ESP)    | 2:09,45  |
| 400 m polohový závod | Katinka Hosszúová (HUN)     | 4:30,41  | Mireia Belmonteová (ESP)                    | 4:31,21  | Elizabeth Beiselová (USA)   | 4:31,69  |

### Štafety
| Muži                   | Zlato | Zlato   | Stříbro | Stříbro | Bronz | Bronz   |
| ---------------------- | --- | ------- | --- | ------- | --- | ------- |
| 4×100 m volný způsob   | Francie (FRA) (Yannick Agnel, Florent Manaudou, Fabien Gilot, Jérémy Stravius, (r)Amaury Leveaux, (r)Grégory Mallet, (r)William Meynard)                                      | 3:11,18 | USA (USA) (Nathan Adrian, Ryan Lochte, Anthony Ervin, James Feigen, (r)Richard Berens, (r)Conor Dwyer)                                | 3:11,42 | Rusko (RUS) (Andrey Grečin, Nikita Lobincev, Vladimir Morozov, Danila Izotov, (r)Jevgenij Lagunov, (r)Alexandr Suchorukov) | 3:11,44 |
| 4×200 m volný způsob   | USA (USA) (Conor Dwyer, Ryan Lochte, Charlie Houchin, Richard Berens, (r)Matthew McLean, (r)Michael Klueh)                                                                    | 7:01,72 | Rusko (RUS) (Danila Izotov, Nikita Lobincev, Arťom Lobuzov, Alexandr Suchorukov)                                                      | 7:03,92 | Čína (CHN) (Wang Šun, Chao Jün, Li Jün-čchi, Sun Jang, (r)Lu Č'-wu)                                                        | 7:04,74 |
| 4×100 m polohový závod | Francie (FRA) (Camille Lacourt, Giacomo Perez-Dortona, Jérémy Stravius, Fabien Gilot)                                                                                         | 3:31,51 | Austrálie (AUS) (Ashley Delaney, Christian Sprenger, Tommaso D'Orsogna, James Magnussen, (r)Kenneth To, (r)Cameron McEvoy)            | 3:31,64 | Japonsko (JPN) (Rjósuke Irie, Kósuke Kitadžima, Takuró Fudžii, Šinri Šioura)                                               | 3:32,26 |
| Ženy                   | Zlato | Zlato   | Stříbro | Stříbro | Bronz | Bronz   |
| 4×100 m volný způsob   | USA (USA) (Melissa Franklinová, Natalie Coughlinová, Shannon Vreelandová, Megan Romanová, (r)Simone Manuelová, (r)Elizabeth Peltonová)                                        | 3:32,31 | Austrálie (AUS) (Cate Campbellová, Bronte Campbellová, Emma McKeonová, Alicia Couttsová, (r)Brittany Elmslieová, (r)Emily Seebohmová) | 3:32,43 | Nizozemsko (NED) (Elise Bouwensová, Femke Heemskerková, Inge Dekkerová, Ranomi Kromowidjojová, (r)Elise Bouwensová)        | 3:35,77 |
| 4×200 m volný způsob   | USA (USA) (Kathleen Ledecká, Shannon Vreelandová, Karlee Bispová, Melissa Franklinová, (r)Chelsea Chenaultová, (r)Madeline DiRadová, (r)Jordan Matternová)                    | 7:45,14 | Austrálie (AUS) (Bronte Barrattová, Kylie Palmerová, Brittany Elmslieová, Alicia Couttsová, (r)Emma McKeonová, (r)Ami Matsuová)       | 7:47,08 | Francie (FRA) (Camille Muffatová, Charlotte Bonnetová, Mylène Lazareová, Coralie Balmyová, (r)Isabelle Mabbouxová)         | 7:48,43 |
| 4×100 m polohový závod | USA (USA) (Melissa Franklinová, Jessica Hardyová, Dana Vollmerová, Megan Romanová, (r)Elizabeth Peltonová, (r)Breeja Larsonová, (r)Claire Donahueová, (r)Shannon Vreelandová) | 3:53,23 | Austrálie (AUS) (Emily Seebohmová, Sally Fosterová, Alicia Couttsová, Cate Campbellová, (r)Samantha Marshallová, (r)Emma McKeonová)   | 3:55,22 | Rusko (RUS) (Darija Ustinovová, Julija Jefimovová, Svetlana Čimrovová, Veronika Popovová, (r)Anna Belousovová)             | 3:56,47 |

## Medailová bilance
V plavání se rozdělilo celkem 40 sad medailí.
| Pořadí | Stát                     |       | Muži    | Muži  | Muži  |         | Ženy  | Ženy  | Ženy    |       | Muži + Ženy | Muži + Ženy | Muži + Ženy | Celkem |
| Pořadí | Stát                     | Zlato | Stříbro | Bronz | Zlato | Stříbro | Bronz | Zlato | Stříbro | Bronz |             |             |             | Celkem |
| ------ | ------------------------ | ----- | ------- | ----- | ----- | ------- | ----- | ----- | ------- | ----- | ----------- | ----------- | ----------- | ------ |
| 1.     | USA (USA)                |       | 4       | 8     | 3     |         | 9     | 0     | 5       |       | 13          | 8           | 8           | 29     |
| 2.     | Čína (CHN)               |       | 3       | 0     | 2     |         | 2     | 2     | 0       |       | 5           | 2           | 2           | 9      |
| 3.     | Francie (FRA)            |       | 4       | 1     | 2     |         | 0     | 0     | 2       |       | 4           | 1           | 4           | 9      |
| 4.     | Austrálie (AUS)          |       | 2       | 2     | 0     |         | 1     | 8     | 0       |       | 3           | 10          | 0           | 13     |
| 5.     | Jižní Afrika (RSA)       |       | 3       | 1     | 1     |         | 0     | 0     | 0       |       | 3           | 1           | 1           | 5      |
| 5.     | Maďarsko (HUN)           |       | 1       | 1     | 0     |         | 2     | 0     | 1       |       | 3           | 1           | 1           | 5      |
| 7.     | Rusko (RUS)              |       | 0       | 2     | 2     |         | 2     | 1     | 1       |       | 2           | 3           | 3           | 8      |
| 8.     | Brazílie (BRA)           |       | 2       | 0     | 3     |         | 0     | 0     | 0       |       | 2           | 0           | 3           | 5      |
| 9.     | Dánsko (DEN)             |       | 0       | 0     | 0     |         | 1     | 3     | 0       |       | 1           | 3           | 0           | 4      |
| 10.    | Japonsko (JPN)           |       | 1       | 2     | 1     |         | 0     | 0     | 2       |       | 1           | 2           | 3           | 6      |
| 11.    | Švédsko (SWE)            |       | 0       | 0     | 0     |         | 1     | 1     | 0       |       | 1           | 1           | 0           | 2      |
| 11.    | Litva (LTU)              |       | 0       | 0     | 0     |         | 1     | 1     | 0       |       | 1           | 1           | 0           | 2      |
| 13.    | Nizozemsko (NED)         |       | 0       | 0     | 0     |         | 1     | 0     | 3       |       | 1           | 0           | 3           | 4      |
| 14.    | Španělsko (ESP)          |       | 0       | 0     | 0     |         | 0     | 3     | 1       |       | 0           | 3           | 1           | 4      |
| 15.    | Polsko (POL)             |       | 0       | 2     | 1     |         | 0     | 0     | 0       |       | 0           | 2           | 1           | 3      |
| 16.    | Kanada (CAN)             |       | 0       | 1     | 1     |         | 0     | 0     | 1       |       | 0           | 1           | 2           | 3      |
| 17.    | Itálie (ITA)             |       | 0       | 0     | 1     |         | 0     | 1     | 0       |       | 0           | 1           | 1           | 2      |
| 18.    | Německo (GER)            |       | 0       | 1     | 0     |         | 0     | 0     | 0       |       | 0           | 1           | 0           | 1      |
| 19.    | Nový Zéland (NZL)        |       | 0       | 0     | 0     |         | 0     | 0     | 3       |       | 0           | 0           | 3           | 3      |
| 20.    | Trinidad a Tobago (TTO)  |       | 0       | 0     | 1     |         | 0     | 0     | 0       |       | 0           | 0           | 1           | 1      |
| 20.    | Finsko (FIN)             |       | 0       | 0     | 1     |         | 0     | 0     | 0       |       | 0           | 0           | 1           | 1      |
| 20.    | Spojené království (GBR) |       | 0       | 0     | 0     |         | 0     | 0     | 1       |       | 0           | 0           | 1           | 1      |
| Celkem | Celkem                   |       | 20      | 21    | 19    |         | 20    | 20    | 20      |       | 40          | 41          | 39          | 120    |